# Antonín Hromádka
Antonín Hromádka (10. března 1876 Žďár nad Sázavou – 2. srpna 1950 Brno) byl skladatel, varhaník a hudební pedagog.

## Život

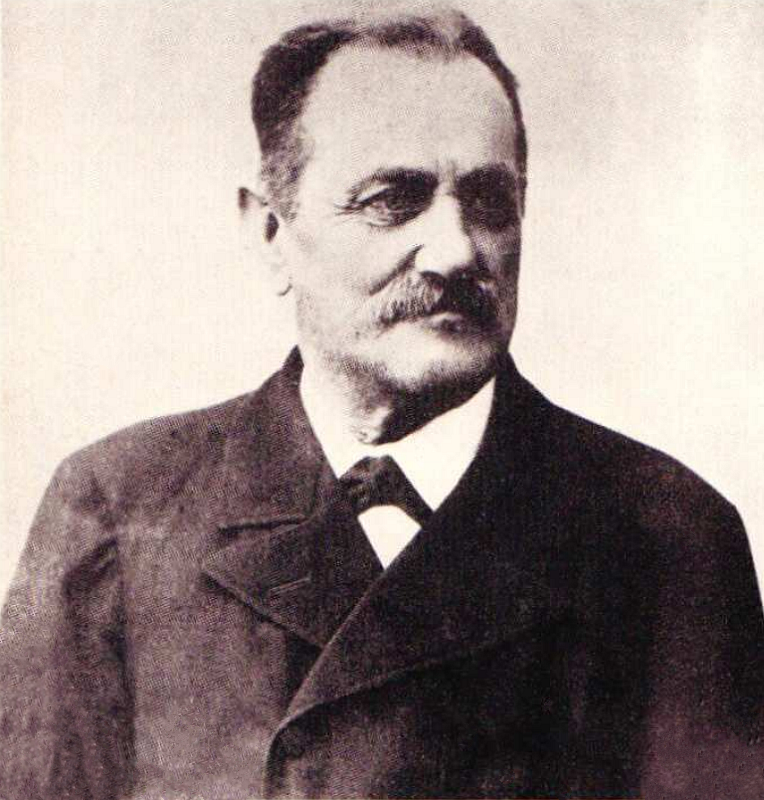
Antonín Hromádka starší

Antonín Hromádka se narodil 10. března 1876 ve Žďáru nad Sázavou jako syn Antonína Hromádky staršího, který byl dlouholetým varhaníkem v klášterní bazilice ve Žďáru nad Sázavou. Po studiu u Leoše Janáčka na brněnské Varhanické škole v letech 1896 až 1897 Antonín Hromádka mladší učil do roku 1898 na hudební škole Moravana v Kroměříži, další dva roky vyučoval zpěv v bohosloveckém semináři v Brně, kde uvedl například oratorium Vzkříšení Krista Lorenza Perosiho. Od roku 1899 byl ředitelem kůru v katedrále sv. Petra a Pavla v Brně, kde provedl mnoho českých skladeb. V Praze složil státní zkoušky ze hry na klavír a varhany (1897), zpěvu (1904) a ze hry na housle (1910). V letech 1904 až 1919 byl po Leoši Janáčkovi učitelem, od roku 1909 profesorem hudby na Českém ústavu ku vzdělávání učitelů v Brně. Souběžně byl také od roku 1899 dirigentem Českého orchestru, na jehož koncertech v Brně i jinde uváděl skladby Antonína Dvořáka, Petra Iljiče Čajkovského, Alexandra Glazunova aj. Po roce 1918 byl dlouholetým předsedou Československé jednoty hudebních stavů, roku 1920 založil a dva roky vedl časopis Hudební výchova. Při výkonu funkce inspektora hudebního školství (1919–1933) se zasloužil o vznik 60 nových hudebních škol. Spolupracoval na založení brněnské konzervatoře, kde vyučoval církevní zpěv (1919–1933), byl též tajemníkem a následně ředitelem zkušební komise pro učitele hudby. Dále byl profesorem hudby na Státním mužském ústavu učitelském v Brně (1933–1939), na Českém státním ženském učitelském ústavu v Brně (1936–1939). Též vyučoval na Komenského vyšší škole lidové. Vytvořil vlastní metodu výuky základů hudby, která se však nerozšířila. Napsal kolem 500 z větší části chrámových skladeb. Kromě jiného 10 mší, 8 Te Deum, 10 pange lingua, 7 Regina Coelis, responsoria, graduale, offertoria, spolupracoval na kancionálu Karla Eichlera Cesta k věčné spáse a na sbírce zpěvů Věnec nejkrásnějších písní Matce Boží. Největší část Hromádkových světských skladeb tvoří klavírní kusy, mužské sbory a úpravy písní pro ženský a mužský sbor.
V Moravském zemském muzeu jsou uloženy rukopisy některých Hromádkových chrámových skladeb a jeho korespondence s Leošem Janáčkem. Antonín Hromádka zemřel 2. srpna 1950 v Brně.

## Dílo (výběr)

### Pedagogické práce a sbírky písní
- Zpěvánky. Cvičebnice hudební výchovy pro školy mateřské a nižší třídy škol obecných, Státní nakladatelství, 1933–1934
- Zpívejme s nejmenšími. Praha, Státní nakladatelství, 1934
- Prvouka zpěvu a výřečnosti podle metody Lasybo. Brno, Společnost pedagogického musea, 1940
- Zpěv pro všechny! 66 lidových písní pro smíšený sbor, Brno. Občanská tiskárna, (cca 1941)

### Církevní hudba
- Missa brevis in honorem B.M.V. „inter Spinas“ (hudebnina) : ad quatuor voces inaequales et organum, Praha, Mojmír Urbánek (cca 1900)
- Čtyřicetčtyři zpěvů kostelních pro chovance ústavů učitelských. Snadnými průvody opatřil Antonín Hromádka, Brno, Knihtiskárna Benedikt 1912
- Vesperale pro dominius et diebus festivis, Bruna [s.n.], 1915
- Ave Maria, pro střední hlas, housle a varhany, (rukopis, cca 1930)
- Při Betlemě. Sbírka dětských koled se snadným doprovodem klavíru nebo harmonia, Brno, Občanská tiskárna (1939 ?)
- Vínek koled, které zpívával literátský sbor ve Městě Žďáře na Moravě, pro smíšený sbor a varhany, Brno, Občanská tiskárna (1942 ?)
- Te Deum, pro smíšený sbor a varhany obligátní (2 trubky, 3 pozouny a tuba neobligátní), Brno, Moravské hudební vydavatelství František Soukal 1946
- Responsoria in Sabbato Sancto, ad IV voces inaequales, Brno, Moravské hudební vydavatelství František Soukal (asi 1946)
- Responsoria ad Matutinum tenebrarum, feria 6. in Parasceve: ad IV voces inaequales, Brno, Moravské hudební vydavatelství František Soukal (asi 1946)
- České zpěvy k slavnosti Božího Těla, pro smíšený sbor s průvodem dechové harmonie, Brno, Moravské hudební vydavatelství František Soukal, 1947
- České pašije na Květnou neděli a Velký pátek, pro sóla a smíšený sbor, Brno, Moravské hudební vydavatelství František Soukal, 1947